# Cyanea superba
Cyanea superba é uma das raras espécies de plantas da família campânula conhecida pelos nomes comuns Mt. Kaala cyanea e excelente cyanea. É endémica da ilha de Oahu e actualmente está extinta na natureza. Ela existe em cultivos e algumas unidades foram plantadas no habitat adequado. É uma das espécies listadas como espécies ameaçadas nos Estados Unidos. Como outras Cyanea é conhecida como haha em Havaiano.